# مارشا توماسون
مارشا توماسون (انگلیسی: Marsha Thomason؛ زادهٔ ۱۹ ژانویهٔ ۱۹۷۶) یک هنرپیشه، و بازیگر سینما اهل بریتانیا است. وی از سال ۱۹۹۳ میلادی تاکنون مشغول فعالیت بوده است.
از فیلم‌ها یا برنامه‌های تلویزیونی که وی در آن نقش داشته است می‌توان به عمارت متروکه، مرگ طولانی، یقه سفید (مجموعه تلویزیونی)، دو دختر شکست ناپذیر و لاست اشاره کرد.

## زندگی شخصی
در تاریخ ۵ آوریل ۲۰۰۹ مارشا توماسون با تکنسین نورپردازی بنام کریگ سایکس در شهر ملیبوی کالیفرنیا ازدواج کرد. تالولا آنائیس، دختر مارشا، در تاریخ ۱۲ ژوئن ۲۰۱۳ متولد شد.
توماسون طرفدار دو آتشه باشگاه فوتبال منچستر سیتی است.

## فیلم‌شناسی

### بازی‌های رایانه‌ای
- در نقش دیانا برنوود در بازی هیتمن: آمرزش

### فیلم
| سال  | عنوان            | نقش                                  | توضیحات        |
| ---- | ---------------- | ------------------------------------ | -------------- |
| ۱۹۹۳ | گاوصندوق         | وندی                                 | تله‌فیلم        |
| ۱۹۹۴ | کشیش             | پرستار                               |                |
| ۱۹۹۶ | پرتقال‌های هندی   | استریپر با آتش                       | تله‌فیلم        |
| ۲۰۰۱ | پرستو            | تینا هارفورد                         | تله‌فیلم        |
| ۲۰۰۱ | شوالیه سیاه      | کلفت اتاق شماره ۷ / ویکتوریا / نیکول |                |
| ۲۰۰۲ | مرگ طولانی       | لوسی                                 |                |
| ۲۰۰۲ | خالص             | ویکی                                 |                |
| ۲۰۰۳ | عمارت متروکه     | سارا اورز / الیزابت هنشاو            |                |
| ۲۰۰۴ | بابای کودک من    | برندی                                |                |
| ۲۰۰۵ | بچه‌های نیکلی     | بئاتریس                              |                |
| ۲۰۰۶ | بسته             | ملیسا                                | فیلم کوتاه     |
| ۲۰۰۶ | کافئین           | راشل                                 |                |
| ۲۰۰۶ | سریع‌ترین         | لوسی                                 | کمدی کوتاه     |
| ۲۰۰۶ | مسافر            | لیندا                                |                |
| ۲۰۰۶ | مسابقه طناب کشی  | سام                                  | کمدی کوتاه     |
| ۲۰۰۷ | ال‌ای بلوز        | کارلا                                |                |
| ۲۰۰۸ | مسیحی ۴: جذبه    | مل پالمر                             | فیلم تلویزیونی |
| ۲۰۰۹ | توی دریا ۲: صخره | آزرا                                 |                |

### تلویزیون
| سال       | عنوان                | نقش                    | توضیحات                                                   |
| --------- | -------------------- | ---------------------- | --------------------------------------------------------- |
| ۱۹۹۶      | مظنون اصلی           |                        | ۱ قسمت: مظنون اصلی ۵: خطاهای قضاوت                        |
| ۱۹۹۷      | کیکی در آسمان        | سالی                   | ۸ قسمت                                                    |
| ۱۹۹۸      | بازی در میدان        | شارون 'شازا' پیرس      |                                                           |
| ۱۹۹۸      | آنجا که دل می‌رود     | جاکی ریچاردز           | ۲۰ قسمت                                                   |
| ۱۹۹۹      | عشق در قرن ۲۱        | لوییز                  | قسمت: "سه‌نفره"                                            |
| ۲۰۰۱      | میز ۱۲               | دنی                    | قسمت: "حدس بزن کی برای شام نمیاد"                         |
| ۲۰۰۳      | بسوزانش              | تینا                   |                                                           |
| ۲۰۰۳–۲۰۰۵ | لاس وگاس             | نسا هولت               | فصل ۱ و ۲ (در بازیگران اصلی: ۴۷ قسمت)                     |
| ۲۰۰۷      | نیشکر                | میراندا سانفیلیپینو    | قسمت: تجارت خانوادگی                                      |
| ۲۰۰۷–۲۰۱۰ | گمشده                | نائومی دوریت           | ۱۲ قسمت                                                   |
| ۲۰۰۸      | حیات                 | جیل آبراهامز           | قسمت: "تجارت معجزه‌ها"                                     |
| ۲۰۰۸      | پول مفت              | جولیا میلر             | نقش جانبی ثابت                                            |
| ۲۰۰۹–۲۰۱۰ | یا درستش کن یا بشکنش | ماری جین 'ام‌جی' مارتین | ۶ قسمت                                                    |
| ۲۰۰۹–۲۰۱۴ | یقه سفید             | دیانا بریگان           | فصل ۱ (۲ قسمت ابتدایی و پایانی)؛ فصل ۲ تا ۶ (بازیگر اصلی) |
| ۲۰۰۹      | بیمارستان عمومی      | گیلیان کارلایل         |                                                           |
| ۲۰۱۰      | برکینگ بد            | مدیر                   | قسمت "بدون ماه"                                           |
| ۲۰۱۱      | دو دختر ورشکسته      | کاساندرا               | قسمت‌های "و فرهنگ هواردر" و "و پول نقد واقعی"              |
| ۲۰۱۳–۲۰۱۴ | مردان شاغل           | سلنا                   | قسمت‌های "آخر هفته در خانه پی‌جی" و "من تو را می‌بینم گیبز"  |
| ۲۰۱۴      | خانه دروغ            | آشنا                   | قسمت "سربازان"                                            |
| ۲۰۱۵      | خانه امن             | کیتی                   | ۴ قسمت                                                    |
| ۲۰۱۷      | استخوان‌ها            | امی برایان             | قسمت "معلم در کشمکش"                                      |
| ۲۰۱۷−۲۰۱۸ | ان‌سی‌آی‌اس: لس آنجلس   | دسچمپ                  | قسمت ۱۶ از فصل ۸                                          |
| ۲۰۱۷−۲۰۱۸ | دکتر خوب             | دکتر ایزابل بارنز      | ۳ قسمت                                                    |
| ۲۰۱۸      | نیروهای ویژه         | گروهبان ونسا رایان     |                                                           |
| ۲۰۱۹      | چیزهای بهتر          | مر                     | ثسمت‌های ۲، ۴ و ۹ از فصل سوم                               |